# Anton Scheuritzel

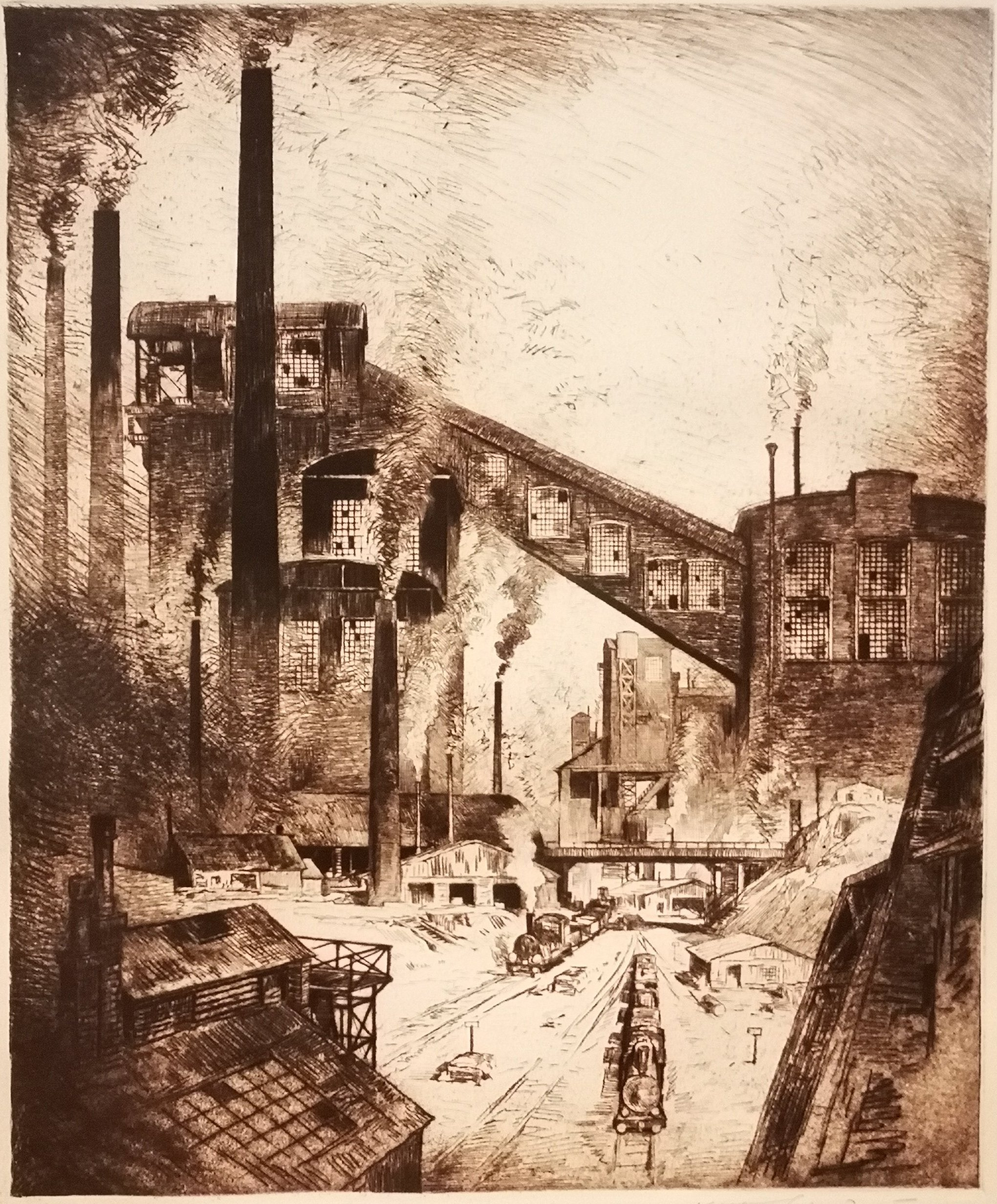
Anton SCHEURITZEL – Kohlenzeche (Radierung, ca. 1921)

Anton Scheuritzel (* 22. März 1874 in Quellendorf, Anhalt; † 28. Oktober 1954 in Wittlich, Mosel) war ein deutscher Maler und Grafiker.

## Leben
Scheuritzel war Schüler von R. Wernick in Dessau. Nach der Ausbildung arbeitete er als Theatermaler in Dessau und seit spätestens 1910 in Berlin-Charlottenburg.
Seit 1908 betätigte er sich nach Anleitung von Hermann Struck hauptsächlich als Radierer; er schuf aber auch Kohlezeichnungen und Lithographien. Um 1917 nahm er als Soldat am 1. Weltkrieg teil.
In den 1920er Jahren spezialisierte er sich auf die Darstellung von Industriemotiven; so entstand als Auftragsarbeit für Siemens das großformatige Ölgemälde Die Siemensstadt um 1930. In der Zeit des Nationalsozialismus war Scheuritzel Mitglied der Reichskammer der bildenden Künste. Für diese Zeit ist seine Teilnahme an zehn großen Gruppenausstellungen sicher belegt, darunter 1938, 1939 und 1941 die Große Deutsche Kunstausstellung in München.
Scheuritzels Atelier wurde 1943 zerstört, daraufhin zog er nach Wittlich, wo sein Sohn stationiert war. Bis zu seinem Tode entstanden noch Landschaftsbilder in Öl, Aquarelle und Zeichnungen.

## Weitere Ausstellungen (unvollständig)
- 1914: Erste Internationale Graphische Kunst-Ausstellung in Leipzig
- 1914: Große Berliner Kunstausstellung[5]
- 1916: Große Berliner Kunstausstellung[6]
- 2009: Retrospektive in Wittlich[4]

## Veröffentlichungen
- Hans Wolfgang Singer (Hrsg.): Das graphische Werk des Maler-Radierers Anton Scheuritzel: ein beschreibendes und chronologisch geordnetes Verzeichnis, August Scherl Verlag, Berlin 1920.
- Stätten der Arbeit, Mappe mit sieben Original-Radierungen in Vernis-mou-Technik, 1920
- Der Aufbau eines Werkes, 6 Blätter, 1926
- Das Kraftwerk Klingenberg, 1926
- Blohm & Voß, Hamburg 1877-1927
- Bilder vom Ausbau des Shannon: Elektrifizierung Irlands, Siemens-Schuckert, 1930
- Siemens Erinnerungsstätten. 20 Zeichnungen von Anton Scheuritzel, Siemens Archiv, Berlin-Siemensstadt 1939
- Hundert Jahre Geschichte der Maschinenfabrik Augsburg-Nürnberg, 1940